# Molèdes
Molèdes település Franciaországban, Cantal megyében. Lakosainak száma 78 fő (2022. január 1.). Molèdes Allanche, Auriac-l’Église, Charmensac, Laurie, Peyrusse, Vèze és Anzat-le-Luguet községekkel határos.

## Népesség
A település népességének változása:
| Lakosok száma | 218  | 181  | 140  | 104  | 98   | 98   | 92   | 81   | 80   | 78   |
|               | 1968 | 1982 | 1990 | 2006 | 2013 | 2015 | 2017 | 2019 | 2020 | 2022 |